# Kei Koizumi
Kei Koizumi (小泉 慶?, Koizumi Kei; Adachi, 19 aprile 1995) è un calciatore giapponese, centrocampista dell'FC Tokyo.